# CDLA
Das Centre des livres d'artistes – CDLA (Zentrum für Künstlerbücher) ist eine regionale Einrichtung, die sich seit 1994 in Limousin, in Saint-Yrieix-la-Perche, 40 km südwestlich von Limoges, dem Künstlerbuch widmet.

## Aufgabenstellung
Der Centre des livres d'artistes (cdla) ist sowohl ein Ort zur Aufbewahrung einer bedeutenden Sammlung von Künstlerbüchern in Bezug auf Quantität und Qualität als auch ein Ausstellungsort. Es ist der einzige Ort in Frankreich, der dauerhaft ausschließlich diese Art von Veröffentlichungen zeigt.
Seit 2005 befindet sich das cdla in einem Gebäude im historischen Zentrum der Stadt, mit drei Ausstellungsräumen, einem Raum für die Präsentation von Videos und Klangdokumenten, einem Raum für die Aufbewahrung der Sammlung, einem Raum für pädagogische Aktivitäten und Büros. Darüber hinaus beherbergt das cdla Künstlerresidenzen.

## Geschichte
Die Gründung dieses Zentrums geht auf die Erste Biennale für Künstlerbücher zurück, die 1989 in Partnerschaft mit der Stadt Uzerche von der von Künstler Henri Cueco 1979 gegründeten Vereinigung Pays-Paysage organisiert wurde. Diese Biennale hatte zwölf Ausgaben und führte zu mehreren Katalogen.
Das cdla wird von Didier Mathieu geleitet, der Gründer des Verlags Sixtus war.

## Ausstellungen
Das cdla präsentiert jährlich bis zu vier Ausstellungen mit Werken renommierter internationaler Künstler, darunter Pol Bury, Crass, Peter Downsbrough, Herman de Vries, Carolee Schneemann. Zahlreiche Veranstaltungen wie Künstlergespräche, Vorträge, Podiumsdiskussionen mit Experten veranschaulichen die vielfältigen Aspekte der Künstlerbuchpraxis.

## Sammlungen
Als drittgrößte Sammlung in Frankreich in Bezug auf Umfang und Qualität (nach der Bibliothèque nationale de France und der Bibliothèque Kandinsky – Centre Pompidou) umfasst die Sammlung des Centre des livres d'artistes derzeit rund 6000 Werke: Bücher, Zeitschriften, Plakate, Druckgrafiken, Postkarten, CDs und DVD. Es werden 600 französische und internationale Künstler vertreten. Zu den Beständen in der Sammlung gehören: ein Bestand an „Fluxus“-Dokumenten aus den frühen 1960er Jahren; eine Sammlung von Veröffentlichungen des niederländischen Künstlers Herman de Vries (die größte in Frankreich); eine Sammlung zur internationalen konkreten Poesie und rund dreißig bedeutende Bestände zu französischen und ausländischen Künstlern, die wichtige Figuren in der noch aktuellen Geschichte des Künstlerbuchs sind (Eleanor Antin, Ida Applebroog, Irma Blank, Barbara Bloom, Alighiero Boetti, Marinus Boezem, Christian Boltanski, Ulises Carrión, Hanne Darboven, Mirtha Dermisache, Peter Downsbrough, Hamish Fulton, Paul-Armand Gette, Edmund Kuppel, Richard Long, Annette Messager, Olaf Nicolai, Richard Nonas, Maria Nordman, Martha Rosler, Dieter Roth, Claude Rutault, Ben Vautier, Lawrence Weiner...).

## Publikationen (Auswahl)
Das cdla veröffentlicht regelmäßig Künstlerbücher, Essays, monografische Kataloge und Ausstellungskataloge.
- Herman de Vries: Les livres et les publications – Catalogue raisonné. (+ CD-ROM). 2005, ISBN 978-2-9512638-3-3.[18]
- Claude Rutault: AMZ ou « le soleil brille pour tout le monde » dé-finition /méthode 169. 1985-87. 2011, ISBN 978-2-917393-01-7.
- Peter Downsbrough: Then Set. 2015, ISBN 978-2-917393-05-5.
- Claude Closky: Iluo. 2017, ISBN 978-2-917393-08-6.[19][20]
- Elsa Werth: Un jour dans le monde (4 octobre 2019). 2020, ISBN 978-2-917393-11-6.[21]